# Kloster Rheintal
Das Kloster Rheintal war von ca. 1245 bis 1544 ein Kloster zuerst der Zisterzienserinnen, ab 1486 der Zisterzienser in Müllheim im Markgräflerland in Baden-Württemberg (auf der Gedenkstele am Ort des ehemaligen Klosters wird das Jahr 774 als Gründungsdatum angegeben).

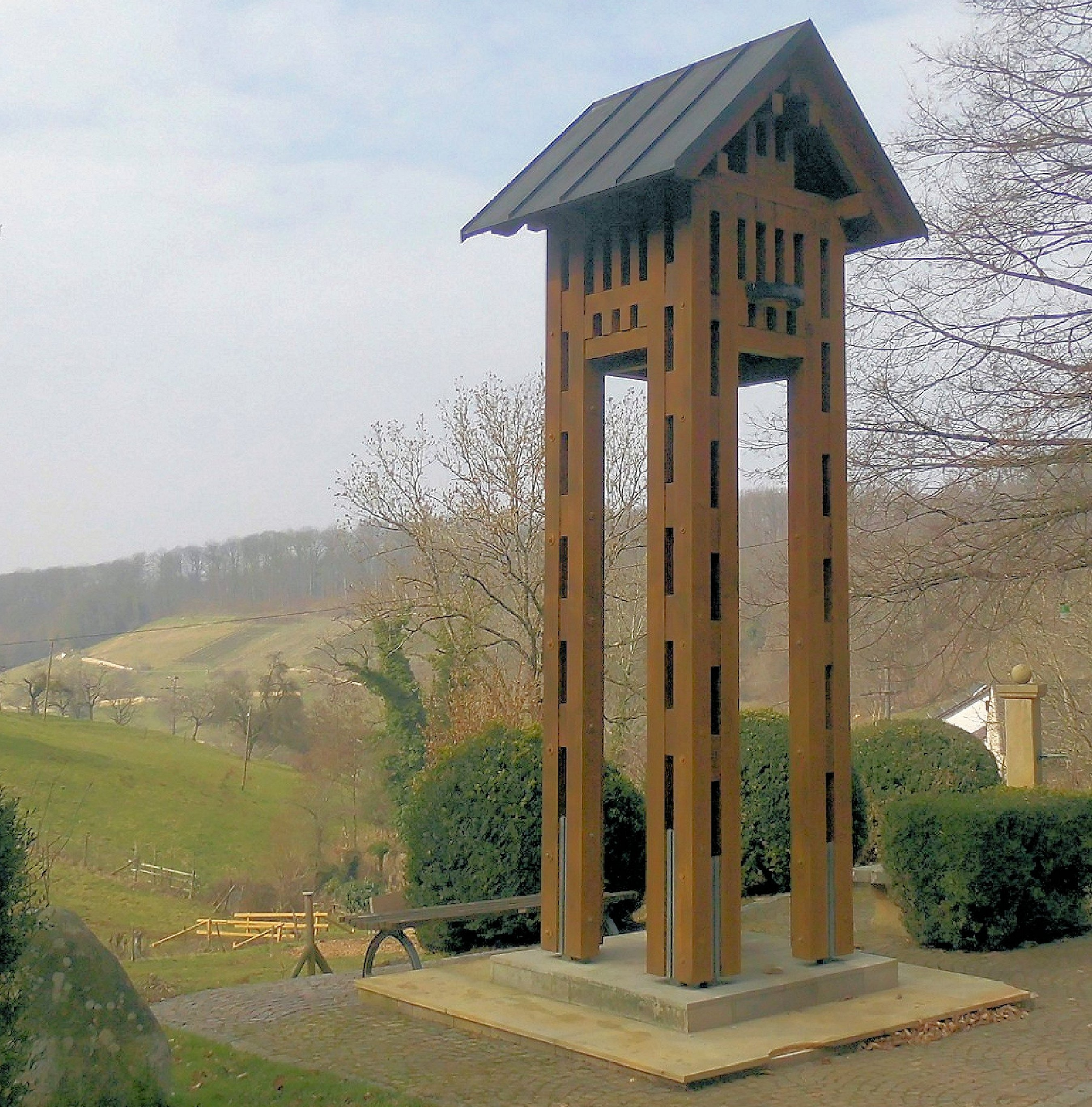
Glockengestell anstelle des ehemaligen Klosters Rheintal

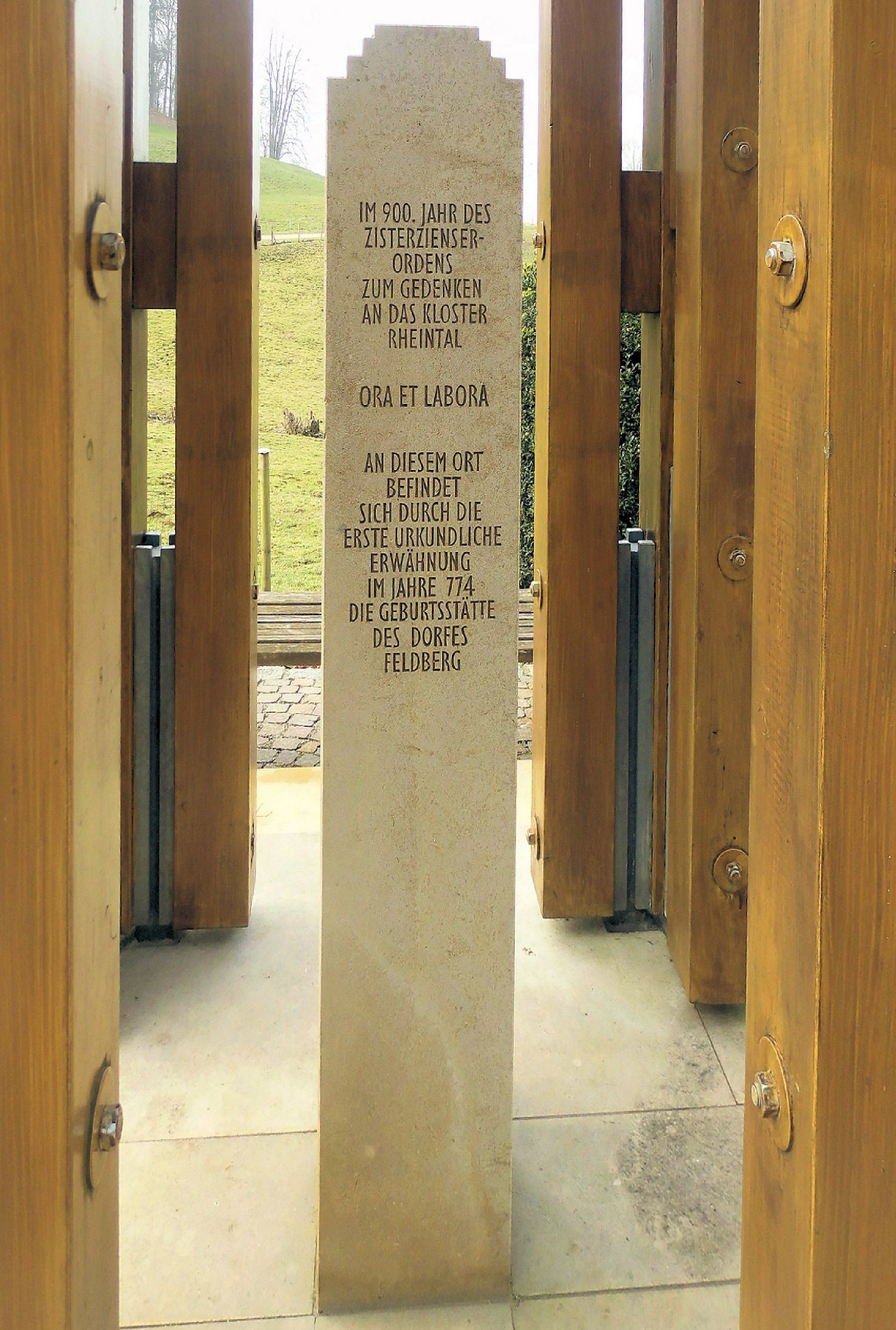
Gedenkstele unter dem Glockengestell

## Geschichte
Eine päpstliche Bulle von 1245 bezeugt im heutigen Weiler Rheintal zwischen Müllheim-Feldberg und Badenweiler-Lipburg ein Zisterzienserinnenkloster, das ca. 1260 unter Beibehaltung des Namens nach Müllheim verlegt wurde, den Feldberger Standort „Alt-Rheintal“ aber vermutlich weiterhin nutzte. Der Müllheimer Standort ging auf eine Grundstücksschenkung durch Graf Konrad von Freiburg im Jahre 1255 zurück. Das Nonnenkloster bestand in Müllheim bis 1486. Dann wurde es in ein Zisterzienserpriorat umgewandelt, das dem Kloster Lützel unterstand. 1544 verkaufte der Abt von Lützel, Niklas Rosenberg, das Kloster an den protestantischen Badenweilerer Amtmann Ludwig Wolf von Habsperg. In Müllheim erinnert nur noch der Straßenname „Klosterrunsstraße“ an das einstige Kloster. Im Müllheimer Ortsteil Feldberg wurde dem einstigen Kloster 1994 ein Denkmal gesetzt in Form eines Klosterbrunnens, 1999 erweitert um einen hölzernen Glockenturm. 2014 wurde der einstige Standort durch das Denkmalamt mit Hilfe von Bodenradar vermessen.

### Handbuchliteratur
- Gereon Christoph Maria Becking: Zisterzienserklöster in Europa, Kartensammlung. Lukas Verlag, Berlin 2000, ISBN 3-931836-44-4, S. 64 C.
- Bernard Peugniez: Guide Routier de l’Europe Cistercienne. Editions du Signe, Straßburg 2012, S. 518.
- Peter Pfister: Klosterführer aller Zisterzienserklöster im deutschsprachigen Raum. 2. Auflage, Kunstverlag Josef Fink, Lindenberg 1998, S. 87.